# 黎国钟
黎国钟，广州话剧团演员。1975年考入广州话剧团任演员至今。

## 演出作品

### 電視劇
- 惊天铁案 飾 张子峰
- 南国大案 飾 罗子聪
- 特警飞龙 飾 林书培
- 庄姬公主 飾 公孫
- 心跳 飾 马主任
- 广州市长叶剑英 飾 朱光
- 家园春秋梦 飾 孙中山
- 袁崇焕传 飾 魏忠贤
- 第二春 飾 李球
- 七十二家房客 飾 華慕容

### 電影
- 荔枝红了 飾 陈尧
- 来了个男子汉 飾 陈輝

### 話劇
- 阴阳惊变 飾 江河舟
- 情結 飾 蔡永潮
- 星光灿烂 飾 宋春林
- 情到深处 飾 周公德
- 大宅守护人 飾 鉴叔

## 獎項
1995年：
- 第六届全国优秀教育节目二等奖

1996年：
- 第七届全国优秀教育节目一等奖